# Irányi Dezső
Irányi Dezső, 1891-ig Iritz Dávid (Hódmezővásárhely, 1858. december 15. – Szeged, 1900. április 2.) jogász, városi jegyző, író, újságíró.

## Élete
Iritz (Izrael) Sándor (1818–1904) szűcsmester és Schenk Katalin fia. Iskoláit szülővárosában, a református főgimnáziumban végezte. A Budapesti Tudományegyetemen jogi tanulmányokat folytatott. Az egyetem elvégzése után joggyakornok, majd aljegyző lett a hódmezővásárhelyi királyi járásbíróságon. Írói, közírói pályafutását a Vásárhely és Vidéke című helyi lapnál kezdte el, melynek 1883-as alapításától belső munkatársa volt. Rodódi Dendron álnéven az 1884-ben megindult Suhogó élclap főmunkatársaként is dolgozott. Népies hangvételű novelláival a Honban jelentkezett először. Rendszeresen jelentek meg tárcái, karcolatai az országos lapokban (Pesti Hírlap, a Független Hírlap, a Fővárosi Lapok, a Szegedi Napló) melyekkel ismertséget és elismertséget szerzett magának. 1881-től jelentek meg írásai a Budapesti Hírlapban. A Figyelő népköltészeti gyűjteményéből közölt népdalokat. 1891 júliusában járásbírósági aljegyzőnek, majd egy év múlva a sikeres bírói vizsga letétele után a szegedi királyi törvényszék jegyzőjének, 1895-ben albírónak nevezték ki. 1897-ben átkerült a szegedi járásbírósághoz. Irodalmi tevékenységének elismeréséül tagja lett az 1892. február 28-án alakult szegedi Dugonics Társaságnak. Rövid szenvedés után vesegyulladás következtében halt meg mint a szegedi törvényszék albírója.
A Szegedi izraelita temetőben helyezték végső nyugalomra.
Felesége Feiner Matild volt, Feiner Hermann cipész és Schvartz Katalin lánya, akit 1892. március 27-én Hódmezővásárhelyen vett nőül.

## Főbb művei
- Falusi történetek és életképek (Hódmezővásárhely, 1886)
- Az avarban (elbeszélések, Budapest, 1889)
- Pitypalaty (Szeged, 1893)
- Pipacsok (elbeszélés, Szeged, 1893)
- Délibábos ég alatt: Irányi Dezső összegyűjtött munkái. (Szeged, 1900)